# Омута

О́мута (яп. 大牟田市, おおむたし, МФА: [oːmuta ɕi̥]?) — місто в Японії, в префектурі Фукуока.     Отримало статус міста 1917 року. Площа становить 81,55 км². Станом на 1 липня 2012 року населення складало 121 106  осіб, густота населення — 1490 осіб/км².     

## Історія
У 1621–1871 роках містечко Міїке, складова сучасної Омути, було центром автономного уділу Міїке, що належав самурайському роду Тачібана.
Окава отримала статус міста 1 березня 1917 року.